# Esporte Clube São José
O Esporte Clube São José  é um clube social brasileiro, sediado na zona norte de Porto Alegre, no bairro Passo d'Areia, no estado do Rio Grande do Sul. Tem no futebol sua maior projeção, mas possui também equipes ativas nos departamentos de basquete e bocha. Os torcedores e admiradores costumam chamá-lo de "Zequinha" e "O mais simpático do RS". É um dos três principais clubes de futebol de Porto Alegre, em importância atrás apenas da dupla Grenal. O clube manda seus jogos de futebol no Estádio Passo D'Areia, que foi modernizado e recebeu grama sintética (vistoriada e aprovada pela FIFA) em 2011.

## História

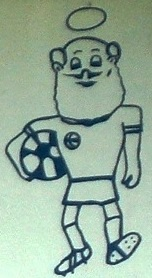
São José, mascote do clube

O São José foi fundado no dia 24 de maio de 1913, por um grupo de alunos católicos do Colégio São José de Porto Alegre, derivando daí o nome da agremiação. O primeiro campo do clube foi num local chamado "Montanha", onde se localiza o hospital militar, na avenida Cristóvão Colombo, no bairro Floresta. O primeiro presidente foi Leo De La Rue, tendo sua gestão entre os anos de 1913 e 1914 
No domingo de 5 de junho de 1927, pela manhã, a equipe de futebol do São José embarcou no hidroavião Dornier Do J Wal “Atlantico”, da Varig, para um jogo fora de Porto Alegre, sendo a primeira vez, em todo o mundo, que uma equipe de futebol viajava de avião para disputar uma partida. O feito, reconhecido pela Fifa em 1992, está registrado nos arquivos da entidade. O voo, com duas horas e meia de duração, foi da capital do estado para Pelotas, a cerca de 260 km ao sul, onde o São José jogou um amistoso contra o Esporte Clube Pelotas.
O clube mudou várias vezes sua sede, até que em 1939 foi comprado o terreno do atual estádio. O Estádio Passo D'Areia foi inaugurado em 24 de maio de 1940. Em sua abertura, o São José recebeu o Grêmio, mas perdeu na ocasião pelo placar de 3x2. Atualmente o estádio já não possui mais nenhuma arquibancada da época, que era de madeira. No lugar existem 3 arquibancadas, duas nas laterais e uma atrás do gol, esta em direção à avenida Assis Brasil, todas totalmente cobertas, que somadas comportam cerca de 10.000 espectadores. A sede do clube possui ainda salão de festas, churrascaria, ginásio, piscina e quadras sintéticas de futebol para aluguel, estrutura que muitos clubes do interior não possuem.[carece de fontes?]
No final dos anos 1960, houve uma fusão do São José com o Clube de Regatas Almirante Barroso. A agremiação chegou a ser apelidada "Zé Barroso". O uniforme apresentava camiseta com listras largas azuis e brancas. Nessa época, o Zequinha conquistou um dos maiores títulos da sua história, a Copa Governador do Estado em 1971.[carece de fontes?]
Em 1981, treinado por Vasques, o São José foi campeão da Segundona, conquistando o direito de disputar a Divisão Especial em 1982. O time, porém, enfrentou problemas e foi rebaixado no mesmo ano. Voltou a primeira divisão em 1996, depois de uma parceria com o Renner. Durante esta parceria, o São José usou um uniforme em vermelho e branco como o velho Renner.[carece de fontes?]
Em 1998, num lance de marketing ousado, o São José contratou o centroavante Careca, ex-São Paulo e Napoli para atuar em alguns jogos do Gauchão.[carece de fontes?]
O time da Zona Norte tem como principais façanhas ter sido duas vezes vice-campeão do citadino de Porto Alegre, em 1937 e em 1948, campeão da Copa Governador do Estado, em 1971, campeão do torneio de acesso em 1963, e campeão da Segunda Divisão do Campeonato Gaúcho em 1981. Está na elite do futebol gaúcho desde 1999. Sua melhor colocação na primeira divisão foi um 4º lugar em 2010.
Em âmbito nacional, o São José disputou o Campeonato Brasileiro da Série D em 2009, 2010, 2016, 2017 e 2018, e o Campeonato Brasileiro da Série C nos anos de 1997, 1998, 2001, 2003 e mais recentemente, desde o acesso em 2018, disputa a Série C desde 2019. [carece de fontes?]
No ano de 2006, fez boa campanha no Campeonato Gaúcho, alcançando a classificação para a segunda fase com uma rodada de antecedência. No andamento do Campeonato Gaúcho de 2007, o clube ousou e fez a contratação mais impactante de sua história, ao trazer o experiente e renomado goleiro Danrlei, ex-Grêmio. Para a temporada 2008, outro grande nome do futebol estadual foi contratado, o atacante Fabiano, ex-jogador do Inter, e isso somado a outros bons jogadores, rendeu ao São José novamente o 7º lugar, repetindo a boa campanha de 2006.[carece de fontes?]
O ano de 2010 foi especial para o São José, que conseguiu sua melhor campanha no Campeonato Estadual, com a quarta colocação, conquistando a vaga para a série D do Campeonato Brasileiro de Futebol, e ainda emplacou o artilheiro do campeonato gaúcho de 2010. Neste mesmo ano, o São José conseguiu de forma inédita uma vaga para disputar a sua primeira Copa do Brasil, em 2011, beneficiado pelo ajuste das vagas destinadas aos clubes do Rio Grande do Sul.
Em 2018 conquista o acesso á série C do Campeonato Brasileiro, vencendo o Linense por 2 a 0 no Passo d'areia. Na sequência, foi eliminado do torneio na disputa contra o Ferroviário.

## Torcida
A torcida do São José é atualmente a terceira maior da capital gaúcha. De acordo com as pesquisas mais recentes, o clube está atrás apenas de Grêmio e Internacional, reunindo aproximadamente 0,2% da população porto-alegrense. O São José conta com sua principal torcida organizada, Os Farrapos, que apoia o time de forma incondicional no setor localizado atrás do gol, do Estádio Francisco Novelletto Neto. Fundada em outubro de 2007, a torcida tem marcado presença constante nas arquibancadas, demonstrando, desde então, profundo amor e dedicação à camisa do clube.

## Uniformes
| 1º Uniforme | 2º Uniforme | 3º Uniforme |

### Uniformes Anteriores
2017
| 1º Uniforme | 2º Uniforme |

2016
| 1º Uniforme | 2º Uniforme | 3º Uniforme |

2015
| 1º Uniforme | 2º Uniforme | 3º Uniforme |

2014
| 1º Uniforme | 2º Uniforme |

2013
| 1º Uniforme | 2º Uniforme |

## Títulos
| ESTADUAIS | ESTADUAIS                          | ESTADUAIS | ESTADUAIS   |
|           | Competição                         | Títulos   | Temporadas  |
| --------- | ---------------------------------- | --------- | ----------- |
|           | Copa FGF                           | 2         | 2017 e 2024 |
|           | Recopa Gaúcha                      | 1         | 2018        |
|           | Super Copa Gaúcha                  | 1         | 2015        |
|           | Copa Governador do Estado          | 1         | 1971        |
|           | Campeonato Gaúcho - 2ª divisão     | 2         | 1963 e 1981 |
|           | Campeonato Gaúcho do Interior      | 2         | 2016 e 2018 |
|           | Campeonato da Região Metropolitana | 1         | 2016        |
|           | Campeonato da Região Sul-Fronteira | 1         | 2015        |

## Estatísticas

### Participações
|  | Participações em 2025 |

| Competição        | Competição        | Temporadas | Melhor campanha       | Estreia | Última | P | R |
| Rio Grande do Sul | Campeonato Gaúcho | 41         | 3º colocado (2018)    | 1961    | 2025   |   | 3 |
| Rio Grande do Sul | Divisão de Acesso | 22         | Campeão (1963 e 1981) | 1963    | 1996   | 3 | – |
| Rio Grande do Sul | Copa FGF          | 19         | Campeão (2017 e 2024) | 2004    | 2025   |   |   |
| Rio Grande do Sul | Recopa Gaúcha     | 2          | Campeão (2018)        | 2018    | 2025   |   |   |
| Brasil            | Série C           | 10         | 6º colocado (2023)    | 1997    | 2024   | – | 1 |
| Brasil            | Série D           | 6          | 3º colocado (2018)    | 2009    | 2025   | 1 |   |
| Brasil            | Copa do Brasil    | 5          | 3ª fase (2020)        | 2011    | 2025   |   |   |

### Temporadas
Legenda:
| Campeão Vice-campeão Eliminado na semifinal | Campeão do Interior Campeão e promovido à divisão superior Promovido à divisão superior |

### Retrospecto em competições oficiais
Última atualização: Série D de 2025, segunda fase.
| Competição | Competição | Temporadas | Títulos | Pts. | J   | V  | E  | D  | GP  | GC  |
| ---------- | ---------- | ---------- | ------- | ---- | --- | -- | -- | -- | --- | --- |
| Brasil     | Série C    | 10         | –       | 193  | 157 | 47 | 52 | 58 | 188 | 195 |
| Brasil     | Série D    | 6          | –       | 103  | 62  | 30 | 13 | 19 | 79  | 43  |

 Pts Pontos obtidos, J Jogos, V Vitórias, E Empates, D Derrotas, GP Gols Pró e GC Gols Contra

## Ranking da CBF
- Posição: 55•
- Pontuação: 2.043[16]

Ranking criado pela Confederação Brasileira de Futebol para pontuar todos os clubes do Brasil.